# キム・ニューカム
キム・ニューカム（Kim Newcombe、1944年1月2日 - 1973年8月14日）は、ニュージーランド出身のオートバイレーサー。ロードレース世界選手権（世界グランプリ）などで活躍した。

## 略歴
ニュージーランドのネルソンで生まれてオークランドで育ったニューカムは1963年にオーストラリアに移り住み、その後1968年にはヨーロッパに渡った。
1972年に世界グランプリへの挑戦を開始したニューカムのバイクは、船外機メーカーであるケーニッヒのレース用2ストロークエンジンにノートンのギアボックスを組み合わせたハンドメイドのマシンで、レーサー仲間のジョン・ドッズとともに開発したものだった。ニューカムは他のライバルたちとは異なり、ライディングだけでなくマシンの開発、製作、メンテナンスなど全てをこなすことのできるライダーだった。ニューカムはこのマシンで1973年のユーゴスラビアGPでグランプリ初勝利を挙げており、ケーニッヒのマシンは1967年のホンダの撤退以来グランプリを支配し続けてきたMVアグスタにストップをかける可能性を示した。
しかし1973年8月11日、シルバーストン・サーキットで行われたノン・タイトルレースに出場したニューカムは重傷を負ってしまう。レース前にコースを歩いて確認したニューカムは、ストウ・コーナーの外側にストローバリアを設置するように主催者に頼んだが、主催者側は「必要ない」としてこれを拒否した。そして決勝レース、まさに問題としていたストウ・コーナーでクラッシュしたニューカムはコンクリートの壁に激突してしまったのである。この事故で頭部にひどい怪我を負ったニューカムは、その3日後に死亡した。
2006年、ニュージーランドでニューカムを題材としたドキュメンタリー映画『Love, Speed & Loss』が公開された。この映画のナレーションはニューカムの未亡人であるジェニーンがつとめた。

## 主な戦績

### ロードレース世界選手権
1969年から1987年までのポイントシステム
| 順位     | 1  | 2  | 3  | 4 | 5 | 6 | 7 | 8 | 9 | 10 |
| ポイント | 15 | 12 | 10 | 8 | 6 | 5 | 4 | 3 | 2 | 1  |

- 凡例
- ボールド体のレースはポールポジション、イタリック体のレースはファステストラップを記録。

| 年   | クラス | マシン     | 1     | 2      | 3     | 4     | 5     | 6     | 7     | 8     | 9     | 10    | 11    | 12    | 13    | ポイント | 順位 | 勝利数 |
| ---- | ------ | ---------- | ----- | ------ | ----- | ----- | ----- | ----- | ----- | ----- | ----- | ----- | ----- | ----- | ----- | -------- | ---- | ------ |
| 1972 | 500cc  | ケーニッヒ | GER 3 | FRA 10 | AUT - | ITA - | IOM - | YUG - | NED - | BEL - | DDR 3 | TCH - | SWE 5 | FIN - | SPA - | 27       | 10位 | 0      |
| 1973 | 500cc  | ケーニッヒ | FRA 5 | AUT 3  | GER - | IOM - | YUG 1 | NED 2 | BEL 4 | TCH - | SWE 3 | FIN 4 | SPA - |       |       | 63       | 2位  | 1      |